# 六供本町
六供本町（ろっくほんまち）は、愛知県岡崎市の町名。現行行政地名は六供本町1丁目及び六供本町2丁目。

## 地理
岡崎市の西部に位置し、中心街の一角に相応する。小字は持たない。

## 世帯数と人口
2019年（令和元年）5月1日現在の世帯数と人口は以下の通りである。
| 町丁     | 世帯数 | 人口  |
| -------- | ------ | ----- |
| 六供本町 | 64世帯 | 139人 |

### 人口の変遷
国勢調査による人口の推移
| 1995年（平成7年）  | 224人 | [ 6 ]  |  |
| 2000年（平成12年） | 200人 | [ 7 ]  |  |
| 2005年（平成17年） | 173人 | [ 8 ]  |  |
| 2010年（平成22年） | 145人 | [ 9 ]  |  |
| 2015年（平成27年） | 148人 | [ 10 ] |  |

## 小・中学校の学区
市立小・中学校に通う場合、学区は以下の通りとなる。
| 番・番地等 | 小学校             | 中学校           |
| ---------- | ------------------ | ---------------- |
| 全域       | 岡崎市立愛宕小学校 | 岡崎市立葵中学校 |

## 歴史
額田郡六供村の一部を前身とする。
1945年（昭和20年）7月20日、岡崎空襲を受け六供町の一部が焼失。焼失部が六供本町として成立する。

### 沿革
- 1957年（昭和32年）11月15日 - 六供町の一部より、六供本町1～2丁目が成立[1][12]。

## 交通
- 師範通り

## 施設
- 薬師寺
- 一乗寺

## その他

### 日本郵便
- 郵便番号 : 444-0048[4]（集配局：岡崎郵便局[13]）。

## 参考資料
- 「角川日本地名大辞典」編纂委員会 編『角川日本地名大辞典 23 愛知県』角川書店、1989年3月8日。ISBN 4-04-001230-5。
- 有限会社平凡社地方資料センター 編『日本歴史地名体系第23巻 愛知県の地名』平凡社、1981年。ISBN 4-582-49023-9。
- 新編岡崎市史編さん委員会 編『新編岡崎市史 資料 現代 11』1983年。
- 新編岡崎市史編さん委員会 編『新編岡崎市史 総集編 20』1993年。